# Kremšnita
Kremšnita (njem. Cremeschnitte) ili krempita je vrsta prhkog kolača prisutnog u kuhinjama Srednje i Jugoistočne Europe u različitim podvrstama s više ili manje podudarnosti u pripremi, ukrašavanju ili posluživanju. To je kolač od lisnatog tijesta s kremom od tučenih jaja.
Najpoznatije hrvatske podvrste su Samoborska i Zagrebačka kremšnita, dok je u Sloveniji poznata Bledska kremšnita. Poljska vrsta kremšnite poznata je pod nazivom Napoleonka.
Brojne su varijacije imena, posebice u slavenskim jezicima, ali su sve povezane s njemačkim izvornikom Cremeschnitte.